# Jorge Medina Estévez
Jorge Arturo Medina Estévez, född 23 december 1926 i Santiago de Chile, död 3 oktober 2021 i Santiago, var en chilensk kardinal i Romersk-katolska kyrkan. Han var prefekt för Kongregationen för gudstjänstliv och sakramentsförvaltning från 1996 till 2002 samt kardinalprotodiakon 2005–2007.
Medina utsågs 1998 till kardinaldiakon med San Saba som diakonia. I egenskap av kardinalprotodiakon tillkännagav han från Peterskyrkans benediktionsloggia valet av Benedikt XVI till påve den 19 april 2005.

## Biografi
Jorge Medina Estévez studerade vid bland annat Påvliga katolska universitetet i Santiago, vid vilket han avlade doktorsexamina i teologi och kanonisk rätt. Han prästvigdes 1954. 
I december 1984 utnämndes Medina till titulärbiskop av Tibili och hjälpbiskop av Rancagua och biskopsvigdes den 6 januari året därpå av påve Johannes Paulus II i Peterskyrkan. År 1987 utnämndes han till ordinarie biskop av Rancagua och år 1993 till biskop av Valparaíso. I juni 1996 utsågs Medina till proprefekt för Kongregationen för gudstjänstliv och sakramentsförvaltning och erhöll i och med detta titeln ärkebiskop. Två år senare blev han prefekt för nämnda kongregation och upphöjdes till kardinaldiakon med San Saba som diakonia. Medina var åren 2005–2007 kardinalprotodiakon och år 2008 upphöjdes hans diakonia till titelkyrka; därmed blev Medina kardinalpräst.

## Politik
Medina stod diktatorn Augusto Pinochet nära. Medina skötte diskreta förhandlingar med brittiska regeringen för att få Pinochet frisläppt och tillbakaskickad till Chile när denne satt i husarrest i London 1998–2000.
Efter att Chiles president Ricardo Lagos 2002 hade besökt påve Johannes Paulus II sade Medina till pressen att påven var "extremt besviken" över att Chiles regering hade legaliserat skilsmässor och dagen efter-piller.